# Start-up (onderneming)
Een start-up is een doorgaans snelgroeiend bedrijf dat aan een marktbehoefte wil tegemoetkomen door het ontwikkelen van een uitvoerbaar bedrijfsmodel rond een innovatief product of dienst, bedrijfsproces of een platform. Hoewel de definities verschillen, is bij start-ups niet zelden sprake van zogenoemde 'disruptieve' technologieën of procedés. Ook worden nieuwe samenwerkingsvormen geïntroduceerd, zoals incubators, accelerators, community's, meet-ups en coworking.
Uber en Airbnb worden vaak genoemd als voorbeelden van succesvolle start-ups.